# Comuna de Wiązowna
Wiązowna (polaco: Gmina Wiązowna) é uma gmina (comuna) na Polónia, na voivodia de Mazóvia e no condado de Otwocki. A sede do condado é a cidade de Wiązowna.
De acordo com os censos de 2004, a comuna tem 9650 habitantes, com uma densidade 94,5 hab/km².

## Área
Estende-se por uma área de 102,12 km², incluindo:
- área agrícola: 57%
- área florestal: 30%

## Demografia
Dados de 30 de Junho 2004:
|                      | Total   | Total | Mulheres | Mulheres | Homens  | Homens |
| -------------------- | ------- | ----- | -------- | -------- | ------- | ------ |
|                      | pessoas | %     | pessoas  | %        | pessoas | %      |
| População            | 9650    | 100   | 4947     | 51,3     | 4703    | 48,7   |
| Densidade (pop./km²) | 94,5    | 100   | 48,4     | 48,4     | 46,1    | 46,1   |

De acordo com dados de 2002, o rendimento médio per capita ascendia a 1685,13 zł.

## Comunas vizinhas
- Celestynów, Dębe Wielkie, Halinów, Józefów, Kołbiel, Mińsk Mazowiecki, Otwock, Sulejówek, m.st. Warszawa, Karczew